# Pristimantis ptochus
Pristimantis ptochus är en groddjursart som först beskrevs av Lynch 1998.  Pristimantis ptochus ingår i släktet Pristimantis och familjen Strabomantidae. IUCN kategoriserar arten globalt som otillräckligt studerad. Inga underarter finns listade i Catalogue of Life.